# یوجی یوشیمی
یوجی یوشیمی (انگلیسی: Yuji Yoshimi؛ زادهٔ ۲۱ مهٔ ۱۹۷۸) بازیکن بیسبال اهل ژاپن بود.